# 蟄居
蟄居（ちっきょ）とは、日本の中世から近世（特に江戸時代）に武士または公家に対して科せられた刑罰のひとつで、閉門の上、自宅の一室に謹慎させるもの。

## 概説
幕府や領主などから命じられて行う場合と、命じられる前などに自発的に自宅で謹慎する場合もあった。江戸時代には蟄居・蟄居隠居・永蟄居（終身）などに分けられていた。また、減封などが付加される場合もあった。
蟄居＞閉門＞逼塞＞差控

## 蟄居した人物例
括弧内は開始した年。
- 石田三成（1599年）
- 真田昌幸（1600年）
- 真田信繁（1600年）
- 徳川忠長（1631年）
- 林子平（1792年）
- 渡辺崋山（1839年）
- 吉田松陰（1854年）
- 佐久間象山（1854年）
- 徳川斉昭（1859年、永蟄居）
- 岩倉具視（1862年）
- 江藤新平（1862年）
- 難波作之進（1923年）